# Melodineae
Melodineae je tribus zimzelenovki (Apocynaceae), dio potporodice Rauvolfioideae. Podijeljen je na 4 roda iz suptropske i tropske Azije i zapadnog Pacifika.

## Rodovi
1. Craspidospermum Bojer ex A.DC. (1 sp.)
2. Melodinus J.R.Forst. & G.Forst. (34 spp.)
3. Pycnobotrya Benth. (1 sp.)
4. Stephanostegia Baill. (5 spp.)